# Viola adenothrix
Viola adenothrix är en violväxtart som beskrevs av Bunzo Hayata. Viola adenothrix ingår i släktet violer, och familjen violväxter. Utöver nominatformen finns också underarten V. a. tsugitakaensis.